# Dziewięciu książąt Amberu
Dziewięciu książąt Amberu (tyt. oryg. Nine Princes in Amber) – pierwszy tom cyklu Kroniki Amberu autorstwa Rogera Zelazny’ego, wydany oryginalnie w 1970 roku. W Polsce pojawił się po raz pierwszy w 1989 roku w przekładzie Blanki Kluczborskiej. Książka jest zaliczana do gatunku urban fantasy.

## Fabuła
Główny bohater budzi się w szpitalu. Dość krótka analiza strzępków pamięci pozwala mu zrozumieć, że miał wypadek samochodowy. Uświadamia sobie także, że ktoś chce, by w tej (jak się okazuje – prywatnej) klinice został jak najdłużej – dlatego lekarze utrzymywali go w stanie zamroczenia. Nie zgadzając się na taką formę zniewolenia ucieka. Nie pamięta kim jest i czym się przed wypadkiem zajmował.
Podczas ucieczki, okazuje się, że nazywa się Carl Corey i został umieszczony w klinice przez siostrę, Evelyn Flaumel. Odnajduje ją i ukrywając amnezję dowiaduje się wielu rzeczy, które nie bardzo pasują mu do układanki. Cień wspomnienia mówi mu, że siostra nie nazywa się Evelyn, a ona sama zwraca się do niego per Corwin. Ma nadzieję, że rozmowa pomoże mu w odzyskaniu pamięci, więc stara się ją jak najbardziej przedłużyć. I są jakieś drobne słowa, imiona, które wydają się znajome. Oprócz tego dowiaduje się, że imiona te powiązane są jakąś intrygą, w której on – Carl/Corwin, również brał udział.
W domu siostry znajduje talię kart tarota. Na Atutach było przedstawione – jak sobie przypomniał – jego rodzeństwo. Ośmiu braci, których rozpoznaje w miarę przeglądania kart i cztery siostry. Wydawało mu się, jakby kilku kart brakowało.
Przypadkiem odbiera telefon od Randoma, jednego z braci. Ten, jak się okazało, był ścigany przez jakichś ludzi z Cieni. Razem z Randomem udaje się do Amberu, który jest ich ojczystą krainą. Droga jest co najmniej dziwna – przebiega przez inne światy.
Wszystko rozbija się o pretensje do królewskiego tronu, który został pusty po tajemniczym zniknięciu Oberona – ich ojca. Największe podstawy do roszczeń mieli Eryk oraz Corwin.
W Lesie Ardeńskim natykają się na pułapkę Eryka w osobie Juliana, którego Corwin zwycięża w potyczce, by później darować mu życie. Spotykają Deirdre i w końcu Corwin przyznaje się rodzeństwu, że stracił pamięć. Proponują mu, by przeszedł przez tajemniczy Wzorzec w Rebmie. Random towarzysząc bratu wiele ryzykuje, gdyż kiedyś uwiódł córkę władczyni Rebmy – Moire. Po dotarciu do tej podwodnej krainy, królowa zezwala na skorzystanie z Wzorca, jednak Random ma zostać w Rebmie przez rok i poślubić niewidomą Vialle.
Dzięki przejściu przez Wzorzec, Corwin odzyskuje większą część pamięci i udaje się do Amberu. Spotyka się z Erykiem i dzięki właściwościom Atutów również z innymi członkami rodziny.
Corwin postanawia odzyskać tron i koronę, które według niego mu się należą. Przyłącza się do swojego brata Bleysa, który ze swoją armią zamierza zaatakować Amber. Gerard i Caine po rozmowie i negocjacjach z bratem, zgadzają się nie atakować ich armii. W międzyczasie okazuje się, że Oberon żyje i w krótkiej rozmowie przez Atuty z Corwinem daje mu swe błogosławieństwo i zgodę na objęcie tronu. Niestety, Caine zdradza Corwina i Bleysa, atakując ich na morzu. Z mocno przetrzebiona armią, Corwin niewzruszenie idzie na Amber. Podczas bitwy na schodach Kolviru Bleys spada w przepaść, a Corwin dostaje się do niewoli swojego brata-uzurpatora.
Podczas ceremonii, Eryk rozkazuje Corwinowi, by go ukoronował, lecz Corwin, korzystając z okazji na zepsucie święta, pierwszy zakłada koronę na swoją głowę, koronując się królem Amberu. Po nieudanych próbach zmuszenia brata, Eryk sam się koronuje, a za zuchwalstwo Corwin zostaje oślepiony i wtrącony do lochów. W czasie tortur, rzuca klątwę, która będzie tragiczna w skutkach.
W celi spędza cztery lata, wyprowadzany tylko raz do roku – na rocznicę koronacji Eryka. Jednak Corwin, będąc Amberytą i mając zdolność regeneracji, po czterech latach odzyskuje wzrok, poza tym niespodziewanie odwiedza go Dworkin – mistrz, który stworzył Wzorzec i karty Atutów. Rysuje na ścianie celi Corwina latarnię morską w Cabrze, do której Corwin w magiczny sposób się przenosi, tym samym uciekając z niewoli.

## Wydania w Polsce
- Dziewięciu książąt Amberu/Karabiny Avalonu, wyd. Iskry 1989, tł. Blanka Kuczborska/Piotr W. Cholewa, ISBN 83-207-1206-8.
- Dziewięciu książąt Amberu, wyd. Iskry 1994, tł. Blanka Kuczborska, ISBN 83-207-1460-5.
- Dziewięciu książąt Amberu, wyd. Zysk i S-ka 1999, tł. Blanka Kuczborska, ISBN 83-7150-639-2.